# Röckingen
Röckingen è un comune tedesco di 756 abitanti, situato nel land della Baviera.